# Лопатинка тіниста
Лопатинка тіниста (Scapania umbrosa) — вид печіночників порядку юнгерманіальних (Jungermanniales).

## Поширення
Батьківщиною є Європа, Північна Америка, Азія.
Вид росте у вологих місцях у помірно свіжих, злегка затінених або тінистих місцях, переважно на гнилій деревині, рідше на безвапняних скелях і на безвапняному ґрунті.

## Характеристика
Рослина утворює килимки від жовто-зеленого до червонувато-коричневого кольору. Рослини довжиною до 2 сантиметрів, верхівки стебла загнуті назад. Листки дволопатеві. Менша верхня частка спрямована косо вперед і не виходить за стебло. Нижня частка, що виступає зі стебла, приблизно вдвічі більша. Обидві частки загострені, яйцеподібні і зазвичай зубчасті до кінчиків листя. Клітини пластинки мають розмір приблизно від 25 до 28 мікрометрів у середині листка та мають трикутні або вузлуваті потовщені кути клітин. Кожна клітина містить від 3 до 6 еліптичних масляних тілець розміром близько 5 мікрометрів.
Вид дводомний. На кінцях стебел утворюються виводкові тіла, двоклітинні, еліптичні, червонувато-коричневі.